# Rete tranviaria di Görlitz
La rete tranviaria di Görlitz è la rete tranviaria che serve la città tedesca di Görlitz. È composta da due linee.